# 科哈拉火山
科哈拉火山（英語：Kohala (mountain)）是构成夏威夷岛的五座火山中最古老的一座。 科哈拉火山估计有一百万年的历史 - 如此的古老，以至于它经历并记录了78万年前地球磁场的逆转。 据信在50万年前已经突破了海平面，并且在12万年前最后爆发了。 科哈拉火山面积为606 km2（234 sq mi），体积为14,000 km3（3,400 cu mi），因此占夏威夷岛的6％略低。
科哈拉火山是一座由多个深谷切割而成的盾狀火山，这是数千年侵蚀的产物。 与其他夏威夷火山的典型对称不同，科哈拉火山的形状像一只脚。 在25万年至30万年前，它的盾狀火山构建阶段即将结束时，山体滑坡摧毁了火山的东北侧，将其高度降低1,000米（3,300英尺），并跨越海底130 km（81 mi）。 这种巨大的山体滑坡可能是造成火山具有足形状的部分原因。 海洋化石被发现在火山的侧面，太高而不能被标准的海浪沉积。 分析表明，这些化石是在大约12万年前的一个大规模海啸中被沉积下来的。